# Robin Teverson
Robin Teverson, baron Teverson (né le 31 mars 1952) est un homme politique libéral démocrate et ancien Député européen.

## Carrière
Teverson fait ses études à l'Université d'Exeter. Il rejoint les libéraux démocrates, pour lesquels il se présente sans succès dans le sud-est des Cornouailles aux élections générales de 1992 au Royaume-Uni.
Aux élections du Parlement européen de 1994, Teverson est élu député européen (MPE) pour Cornwall et West Plymouth, devenant l'un des deux premiers libéraux démocrates jamais élus au Parlement européen avec Graham Watson dans le Somerset et le North Devon. Il est whip en chef des libéraux démocrates européens de 1997 à 1999. En 1999, il est président de Finance South West Ltd.
Lors des élections au Parlement européen de 1999, le Royaume-Uni passe de l'élection des députés européens dans des circonscriptions majoritaires à un tour à une forme de représentation proportionnelle régionale. Watson et Teverson sont tous deux des députés européens de la région du Sud-Ouest, et les libéraux démocrates placent Watson en première position sur sa liste et Teverson en deuxième position. Lors de l'élection, les libéraux démocrates recueillent 16,5% des voix dans le Sud-Ouest, leur donnant droit à un seul des sept sièges de la région. Ainsi Watson est élu, mais Teverson perd son siège.
Le 1er juin 2006, il est créé pair à vie en tant que baron Teverson, de Tregony dans le comté de Cornouailles.
Chez les Lords, il préside à la fois la sous-commission spéciale de l'UE sur les affaires extérieures de la Chambre des Lords et sa commission spéciale ad hoc sur l'Arctique. Il supervise la publication du rapport du Comité «Répondre à un Arctique en mutation» qui explore «les changements récents et attendus dans l'Arctique et leurs implications pour le Royaume-Uni et ses relations internationales».
Teverson siège à l'exécutif fédéral libéral démocrate et préside également le comité des finances nationales du parti.
Teverson est élu au Conseil de Cornouailles pour la circonscription St Mewan lors des élections de 2009 et siège en tant que chef adjoint du groupe libéral démocrate au Conseil de Cornouailles. Il ne se représente pas aux élections du Conseil de Cornouailles en 2013.

## Vie privée
Teverson est le fils de Crofton Teverson et est marié à Rosemary Anne Young de 1975 à 2005 et ont deux filles. Teverson se remarie avec Terrye Lynn Jones en 2006. Terrye Jones se présente aux élections législatives pour les libéraux démocrates avant et après son mariage avec Teverson.